# Jee Choi
Jee Choi (sinh ngày 20 tháng 3 năm 1983) là một người mẫu Hàn Quốc. Cô là thí sinh trong cuộc thi Asia's Next Top Model (mùa 1) cô lọt vào Top 12. Năm 2014, cô đoạt giải Người Mẫu Danh Giá do chương trình Super Model tổ chức.

## Đầu đời
Cô tham gia vào nhiều chương trình người mẫu và cũng có một số thành tích trong những năm 2011 - 2013.

## Asia's Next Top Model
Cô đại diện cho Hàn Quốc nhưng ra về trong top 12. Sau khi rời chương trình cô tạm hoãn công việc người mẫu để lo cho gia đình.